# الانتفاضة الفلسطينية (2015-2016)
الانتفاضة الفلسطينية الثالثة أو انتفاضة القدس، وكذلك سُميت انتفاضة السكاكين، هي موجة احتجاجات تشهدها الضفة الغربية وقطاع غزة وإسرائيل منذ بداية أكتوبر 2015 حتى 2016. تميزت بقيام فلسطينيين بعمليات طعن متكررة لعسكريين ومستوطنين إسرائيليين، وكذلك قيام إسرائيليين يهود بطعن فلسطينيين، وإعدامات ميدانية للفلسطينيين بحجج محاولتهم تنفيذ عمليات طعن. تزامنت الأحداث أيضًا مع تنفيذ القوات الإسرائيلية ضربات جوية على قطاع غزة الذي انطلقت منه صواريخ نحو إسرائيل.

## الخلفية
قام مستوطنون بحرق منزل عائلة الدوابشة في 31 يوليو 2015. وهو ما أدى إلى زيادة في أعمال المقاومة الموجهة ضد الإسرائيليين. تضمن العام السابق أيضًا عددًا من الأحداث التي اتسمت بصفة المقاومة ضد الاحتلال الإسرائيلي قابلها الجانب الإسرائيلي بأعمال عنف مضادة، من بين هذه الأحداث كان إضراب الأسرى الفلسطينيين في السجون الإسرائيلية والذي استمر شهرين، وكذلك مقتل محمد أبو خضير الذي جاء بعد قتل ثلاثة مستوطنين في يونيو من ذلك العام. والجدير بالذكر أيضًا الحرب الإسرائيلية التي شُنت على قطاع غزة وأوقعت ما يزيد عن 2100 شهيد فلسطيني.
قام الجانب الإسرائيلي بعدد من الخطوات تجاه المسجد الأقصى في شهر سبتمبر 2015؛ ففي 9 سبتمبر، صدر عن وزير الدفاع الإسرائيلي قرار بحظر مصاطب العلم والرباط في الأقصى، وفي 14 سبتمبر اقتحم وزير الزراعة الإسرائيلي أوري أرئيل المسجد الأقصى بصحبة أربعين إسرائيليًا، واقتحمت وحدات خاصة وعناصر المستعربين باحات المسجد، وفي 17 سبتمبر، قام عشرات من شبيبة حزب الليكود (الحزب الحاكم) باقتحام المسجد الأقصى.
على الصعيد السياسي غابت الثقة بين طرفي الصراع مع اشتراط حكومة نتنياهو اعتراف الفلسطينيين بيهودية دولة إسرائيل، ومنذ مطلع عام 2014 كانت المفاوضات متوقفة وكانت السلطة الفلسطينية توجهت للانضمام لمحكمة الجنايات الدولية وانتزاع اعتراف الأمم المتحدة بالدولة الفلسطينية في ظل رفض إسرائيلي واعتبار ذلك خطوة من جانب واحد، كما أن حكومة نتنياهو اليمينية استمرت بطرح عطاءات توسيع البناء في مستوطنات الضفة الغربية ولم تستجب لطلب وشروط السلطة من اجل العودة إلى طاولة المفاوضات وهي تجميد الاستيطان وكذلك الإفراج عن أسرى من السجون الإسرائيلية، وأن يكون هناك سقف زمني محدد لإنهاء المفاوضات، ويبدو أن هذا السبب وكذلك يأس الفلسطينيين من الوضع السياسي والاقتصادي والاجتماعي قد لعب دوراً جوهرياً في ذلك وحسب استطلاع للرأي فإن 52% من السكان يرغبون بالمغادرة وأن 57% من الفلسطينيين يدعمون اندلاع انتفاضة مسلحة وأن 80% من الفلسطينيين مقتنعون بأن القضية الفلسطينية ليست على لائحة اهتمامات العرب. ويذكر أن خطاب محمود عباس بالأمم المتحدة في 30 سبتمبر 2015 أعتبر سياسياً على أنه نهاية لمرحلة أوسلو  وهو المطلب الذي أجمعت عليه معظم الفصائل الفلسطينية.

## الأحداث زمنيًا
رافقها أحداث كثيرة جدًا، ويصعب حصرها، وكان منها القائمة التالية:

### أكتوبر (تشرين الأول)
| اليوم     | الأحداث |
| --------- | --- |
| 1 أكتوبر  | - مقتل مستوطنين إسرائيليين (رجل وزوجته) بهجوم مسلح نفذه فلسطينيون على سيارتهما قرب مستوطنة إيتمار، تبين لاحقًا أن المنفذون ينتمون لكتائب القسام الجناح العسكري لحركة المقاومة الإسلامية (حماس)، أعتقلوا لاحقًا على يد جيش الاحتلال الإسرائيلي. |
| 3 أكتوبر  | - الشاب مهند حلبي من بلدة سردا يطعن مستوطنًا في باب الأسباط ببلدة القدس القديمة، ثم يستولي على سلاح كان معه ويطلق النار في كل الاتجاهات، ما أدى لإصابة أربعة آخرين، قبل أن تستقر الحصيلة على قتيلين وثلاثة مصابين بجروح متفاوتة.، وينظر للعملية على أنها بداية ما يعرف بـ«ثورة السكاكين». |
| 7 أكتوبر  | - قام عناصر من وحدات المستعربين باختطاف ثلاثة فلسطينيين أثناء المواجهات الدائرة على المدخل الشمالي لمدينة البيرة، وذلك بعد إطلاق النار عليهم من مسافة قريبة. |
| 9 أكتوبر  | - قُتل ستة فلسطينيين في قطاع غزة أثناء مواجهات مع القوات الإسرائيلية شرق وجنوب القطاع. - قُتل في مدينة الخليل مواطن فلسطيني وأصيب 290 وفقًا للهلال الأحمر الفلسطيني. |
| 10 أكتوبر | - مقتل شاب فلسطيني بعمر 16 عامًا بعد طعنه شرطيين إسرائيليين في القدس الشرقية، أصيب الشرطيين بجراح طفيفة. |
| 11 أكتوبر | - أدت ضربة جوية إسرائيلية على قطاع غزة إلى مقتل امرأة فلسطينية حامل وابنتها. بحلول 13 أكتوبر كان 27 فلسطينيًا قد قتلوا منذ بداية الشهر وفق بيان وزارة الصحة الفلسطينية. |
| 13 أكتوبر | - قام الشاب فلسطيني بهاء عليان (22 سنة) بجرح إسرائيليين اثنين في مدينة رعنانا في محطة انتظار للحافلات، وقد اعتُقل الشاب بعد إصابته بجروح توفي على إثرها، بعدما ضربه جمع من الإسرائيليين قبل وصول الشرطة. وأفادت القناة السابعة الإسرائيلية بإطلاق الشرطة النار على الطاعن الفلسطيني. وقُتل 3 إسرائيليين ذاك اليوم، اثنين منهم بإطلاق نار في حافلة بالقرب من جبل المكبر، والثالث بعملية دهس أصيب 4 فيها أيضًا في حي غيئولا بالقدس الغربية. فيما قُتل شاب فلسطيني (28 عامًا) مساء اليوم في اشتباكات مع الجيش الإسرائيلي في بيت لحم. وأعلن الجيش الإسرائيلي اعتقال 21 «مطلوبًا» فلسطينيًا في الضفة الغربية هذا اليوم. |
| 14 أكتوبر | - توفي فادي الدربي، وهو أسير فلسطيني دخل المستشفى قبل أيام إثر نزيف دماغي حاد، كان المتوفي قد قضى في السجن 10 أعوام. - قتلت الشرطة الإسرائيلية طفلًا فلسطينيًا يبلغ من العمر 14 عامًا بحي باب العمود في القدس. - قتلت الشرطة الإسرائيلية شابًا فلسطينيًا حاول طعن سيدة إسرائيلية في السبعين من العمر في محطة الحافلات الرئيسية في القدس. |
| 15 أكتوبر | - توفي مواطن فلسطيني (46 عامًا) جراء جلطة قلبية، وفقًا لأقاربه وشهود عيان، احتجزته الشرطة الإسرائيلية هو وعائلته صباح اليوم وحدث تدافع مع الشرطة التي اعتدت عليه أدى إلى تدهور صحته. - أصدر وزير الدفاع الإسرائيلي أمرًا بالاعتقال الإداري لشابة فلسطينية أرسلت رسالة نصية لعائلتها تحدثت فيها عن «الاستشهاد من أجل الأقصى». - بعد تلقي اتصال باختفائها، اعتقلت الشرطة الإسرائيلية فتاة فلسطينية اعترفت بأنها كانت تنوي طعن أحد الأفراد اليهود من الشرطة أو الجنود وذلك وفقًا للمتحدثة باسم الشرطة الإسرائيلية.                                                                                                 |
| 16 أكتوبر | - قام شبان فلسطينيون فجر اليوم بإضرام النيران بقبر يوسف في نابلس مستخدمين زجاجات حارقة ومواد مشتعلة؛ يعتقد اليهود أن هذا القبر يضم عظام النبي يوسف بينما يرى الفلسطينيون أنه قبر شيخ صالح يحمل اسم يوسف دويكات. - قتل جنود الجيش الإسرائيلي شابًا فلسطينيًا حاول طعن أحدهم بسكين في رأس الجورة وسط الخليل. |
| 17 أكتوبر | - قتلت ثلاث رصاصات من الشرطة الإسرائيلية فتاة فلسطينية تبلغ من العمر 16 عامًا في منطقة وادي العروس في الخليل. - قتل الجيش الإسرائيلي شابًا فلسطينيًا في الخليل مساء اليوم بحجة محاولته طعن جندي. - قتلت الشرطة الإسرائيلية شابًا فلسطينيًا قرب حاجز قلنديا بحجة محاولته طعن جندي. - قتل مستوطن الفتى الفلسطيني فضل القواسمي في شارع الشهداء وسط الخليل بحجة محاولة طعنه، الشرطة الإسرائيلية ذكرت أنها تجري تحقيقًا فيما عرضه فيديو يظهر جنديًا إسرائيليًا يضع سكينًا بجانب جثة الفتى. |
| 18 أكتوبر | - نفذ شاب من عرب إسرائيل (21 عامًا) هجومًا في محطة حافلات في بئر سبع، ما أدى إلى مقتل جندي إسرائيلي وجرح 10 آخرين، بينهم 5 جنود. ووفقًا للشرطة الإسرائيلية، قام أحد المهاجمين بخطف بندقية إم-16 من أحد الجنود وأطلق منها الرصاص بينما قام الآخر بالطعن. |
| 20 أكتوبر | - قُتل شاب فلسطيني برصاص جنود الجيش الإسرائيلي في بيت عوا جنوب الخليل، وذلك بعد أن طعن أحدهم خمس طعنات. - قُتل مستوطن إسرائيلي (50 عامًا) دهسًا بالسيارة بعد نزوله من سيارته لما ألقى عليها محتجون فلسطينيون الحجارة قرب مدينة الخليل. - قُتل فلسطيني قرب مستوطنة غوش عتصيون برصاص الشرطة الإسرائيلية، وذلك بعد أن دهس إسرائيليين اثنين ما أدى إلى إصابتهما بجروح. |
| 24 أكتوبر | - قتل حراس إسرائيليون شابًا فلسطينيًا على حاجز في جنين في الضفة الغربية، وذلك بعد محاولته طعن أحد حراس شركة خاصة. |
| 25 أكتوبر | - قُتلت امرأة فلسطينية على يد القوات الإسرائيلية بعدما حاولت طعن الجنود على نقطة تفتيش في الخليل وفق الرواية الإسرائيلية. |
| 26 أكتوبر | - قتل الجيش الإسرائيلي شابًا فلسطينيًا بالقرب من مدخل مستوطنة كريات أربع في مدينة الخليل، وذلك بدعوى محاولته طعن جندي إسرائيلي. |
| 29 أكتوبر | - قُتل شاب فلسطيني في شارع الشهداء بالخليل على يد القوات الإسرائيلية التي ذكرت أنه حاول طعن أحد الجنود. - قتلت القوات الإسرائيلية شابًا فلسطينيًا بالقرب من الحرم الإبراهيمي. |

### نوفمبر (تشرين الثاني)
الكثير من الأحداث والشهداء وعمليات الطعن بهذا الشهر، وكان أهمها بدء الصحفي محمد القيق إضرابه عن الطعام.
| اليوم     | الأحداث |
| --------- | --- |
| 4 نوفمبر  | - مقتل شاب فلسطيني بنيران الجيش الإسرائيلي بعد أن دهس بسيارة جنديين إسرائيليين متسببًا لهما بجروح. |
| 6 نوفمبر  | - قُتلت مسنة فلسطينية في سيارتها برصاص جنود الجيش الإسرائيلي في رأس الجورة شمال الخليل، وذلك بعد ما بدى أنها محاولة لدهس الجنود. |
| 8 نوفمبر  | - أصيبت فتاة فلسطينية برصاص فرد أمن إسرائيلي في مستوطنة بيتار عيليت وذلك بعد أن طعنته في بطنه. - قُتل شاب فلسطيني بالرصاص بعد دعسه جنودًا إسرائيليين بسيارته قرب مستوطنة تفوح جنوبي نابلس. - أصيب مستوطن إسرائيلي بجروح بعد أن طعنه فلسطينيان في قلقيلية. |
| 9 نوفمبر  | - مقتل فتاة فلسطينية (23 عامًا) برصاص جنود الجيش الإسرائيلي بدعوى محاولتها تنفيذ عملية طعن على معبر إلياهو جنوب قلقيلية. - نفذت القوات الجوية الإسرائيلية غارة ليلية على موقع تابع لحماس في غزة وذلك بعد إطلاق صاروخ من القطاع سقط في مجلس شعار هانيغيف. - أعلن الجيش الإسرائيلي اعتقال 25 عضوًا لحماس في قلقيلية، وذكر بيان للجيش أن المعتقلين "قادة كبار خططوا شاركوا وخططوا لعمليات إرهابية".                                               |
| 10 نوفمبر | - قُتل شاب فلسطيني برصاص فردي أمن إسرائيليين في حي المصرارة في القدس. - أصيب فرد أمن إسرائيلي في محطة قطار بمستوطنة بيسغات زئيف في القدس على يد قاصرين فلسطينيين أصيب أحدهما بالرصاص واعتقل الآخر. |
| 11 نوفمبر | - الجيش الإسرائيلي يشن حملة اعتقالات واسعة بأنحاء متفرقة من مدينة الخليل. - إصابة 11 فلسطينيًا بالرصاص الحي في مخيم قلنديا شمال القدس بعد اشتباك مسلح مع القوات الإسرائيلية. - إصابة عشرات الفلسطينيين بالرصاص الحي والإختناق بمواجهات في بيت لحم ورام الله. |
| 12 نوفمبر | - مستعربون يقتحمون مستشفًى وسط الخليل ويقتلون شابًا (28 عامًا) ويختطفون آخر. - الجيش الإسرائيلي يعتقل 13 فلسطينيًا من أنحاء متفرقة بالضفة الغربية. - الرئيس الإسرائيلي يدعو الفلسطينيين للتوقف عن تنفيذ العمليات وإختيار الحياة بدلا من الموت. |
| 13 نوفمبر | - فلسطيني يقتل مستوطنين اثنين في سيارتهما قرب مستوطنة عوتنيئيل في الخليل، ولم تتمكن أجهزة الأمن الإسرائيلية من العثور عليه. |
| 14 نوفمبر | - مقتل فلسطيني بعد أن صدم بسيارته سيارة إسرائيليين قرب رام الله، وأسفر الحادث عن إصابة 3 إسرائيليين. |
| 16 نوفمبر | - مقتل فلسطينيين اثنين في مخيم قلنديا بعد قيام قوة إسرائيلية كبيرة باقتحامه وتفجير منزل فلسطيني لتنفيذه عملية طعن بداية الشهر الحالي. |
| 17 نوفمبر | - الجيش الإسرائيلي يعلن قتل فلسطيني واعتقال اثنين آخرين على مدخل قرية ترمسعيا شمال رام الله. |
| 18 نوفمبر | - إصابة 5 شبان مقدسيين في مواجهات عنيفة مع الجيش الإسرائيلي في جبل المكبر بالقدس المحتلة. |
| 19 نوفمبر | - مقتل إسرائيليان وجرح اثنين آخرين في عملية طعن في تل أبيب، فيما أعلنت الشرطة الإٍسرائيلية إعتقال منفذ العملية. - مقتل ثلاثة إسرائيليين وإصابة عشرة آخرين في عملية دهس وإطلاق نار على مفرق عتصيون شمال الخليل. |
| 20 نوفمبر | - إصابة 158 فلسطينيًا بمواجهات مع الجيش الإسرائيلي في مناطق مختلفة من الضفة الغربية وقطاع غزة. - إصابة جندي إسرائيلي في عملية دهس قرب بلدة أبو ديس شرق مدينة القدس المحتلة. |
| 21 نوفمبر | - إصابة أربعة إسرائيليين بعملية طعن في كريات غات جنوبي تل أبيب. |
| 22 نوفمبر | - قُتل فلسطيني على يد مستوطن إسرائيلي بعد أن اصطدمت سيارتا المستوطن والفلسطيني وخرج المستوطن من سيارته وأطلق النار على الفلسطيني، وذلك بالقرب من مستوطنة كفار أدوميم. - قُتلت الشابة الفلسطينية اشرقت قطناني (16 عامًا) دهسًا بسيارة مستوطن جنوب نابلس بالقرب من أحد معسكرات الجيش الإسرائيلي. - قتلت القوات الإسرائيلية شابًا فلسطينيًا على مفرق مستوطنة غوش عتصيون. - قُتلت مستوطنة إسرائيلية (20 عاما) في عملية طعن عند مفرق عصيون جنوب بيت لحم. |
| 23 نوفمبر | - مقتل فلسطينية وإصابة أخرى بجراح خطيرة بعد إطلاق الشرطة الإسرائيلية النار عليهما بدعوى محاولتهم تنفيذ عملية طعن بالقدس المحتلة. - إصابة مستوطن في عملية دهس قرب مستوطنة شافي شامرون شمالي نابلس. - مقتل مستوطن إسرائيلي في عملية طعن قرب رام الله، فيما تمكن الجيش الإسرائيلي من قتل منفذ العملية. |
| 24 نوفمبر | - إصابة 3 إسرائيليين في عملية دهس جنوب مدينة نابلس، فيما أصيب المنفذ بجراح خطيرة. - القوات الإسرائيلية تعتقل عشرات الفلسطينيين من مناطق متفرقة في الضفة الغربية والقدس بدعوى مشاركتهم في الأحداث. - إطلاق النار على سيارة إسرائيلية قرب مستوطنة بيت إيل شمال رام الله دون وقوع إصابات. |
| 25 نوفمبر | - وفاة طفل فلسطيني متأثرا بجراحه التي أصيب فيها خلال المواجهات في مدينة رام الله. - إصابة جندي إسرائيلي بعملية طعن قرب مفرق الفوار جنوب مدينة الخليل، فيما أصيب المنفذ بجراح خطيرة. |
| 26 نوفمبر | - تجدد المواجهات بين الفلسطينيين والقوات الإسرائيلية في مخيم عايدة شمال بيت لحم. - مقتل شاب فلسطيني (19 عامًا) برصاص الجيش الإسرائيلي عند مدخل مخيم العروب شمال مدينة الخليل. |
| 27 نوفمبر | - إصابة 6 جنود إسرائيليين في عملية دهس قرب مفرق بلدة بيت أمر شمال مدينة الخليل. - مقتل فلسطيني برصاص مستوطن إسرائيلي قرب مستوطنة كفار أدوميم شرق القدس. - إصابة جندي إسرائيلي من قوات حرس الحدود بجراح متوسطة في عملية طعن بمدينة نهاريا شمال إسرائيل وفرار المنفذ. |
| 28 نوفمبر | - مواجهات عنيفة بين شبان فلسطينيين والقوات الإسرائيلية في قرية بدرس غرب رام الله. |
| 29 نوفمبر | - إصابة عدد من الشبان الفلسطينيين في مواجهات مع القوات الإسرائيلية على المدخل الشمالي لمدينة البيرة. - إصابة إسرائيلية في عملية طعن داخل أحد الحافلات في مدينة القدس المحتلة واعتقال المنفذ. - مقتل فلسطيني (38 عامًا) بدعوى محاولته طعن جندي إسرائيلي وإصابته بجراح خطيرة قرب باب العمود بالقدس المحتلة. |

### ديسمبر (كانون الأول)
| اليوم     | الأحداث |
| --------- | --- |
| 3 ديسمبر  | مقتل الشاب مازن عريبة من بلدة ابوديس بدعوى تنفيذه عملية إطلاق نار على عدد من جنود الجيش الإسرائيلي مما أسفر عن اثنين منهم على حاجز حزما شمال مدينة القدس |
| 8 ديسمبر  | - مقتل شاب فلسطيني برصاصة في الرأس من الجيش الإسرائيلي بعد اقتحام الأخير مخيم الدهيشة للاجئين في بيت لحم. |
| 9 ديسمبر  | - قُتل شاب فلسطيني برصاص القوات الإسرائيلي بعد طعنه أربعة إسرائيليين في الخليل. |
| 10 ديسمبر | - إصابة جنود إسرائيليين بعملية دعس نفذها فلسطيني. |
| 11 ديسمبر | - قُتل فلسطيني خلال مواجهات مع الجيش الإسرائيلي شرق مخيم البريج في قطاع غزة. كما أصيب العشرات بالرصاص الحي والاختناق وفق المتحدث باسم وزارة الصحة الفلسطينية. - قتلت القوات الإسرائيلية شابًا فلسطينيًا في رأس الجورة في الخليل أثناء مواجهات. - قتل الجيش الإسرائيلي مواطنًا فلسطينيًا (57 عامًا) عند مفترق طرق حلحول بحجة محاولته دعس جنودًا إسرائيليين. |
| 16 ديسمبر | - قتل الجيش الإسرائيلي شابين فلسطينيين فجر اليوم أحدهما من مخيم قلنديا والآخر من مدينة البيرة بدعوى تنفيذهما عملية دهس أسفرت عن إصابة ثلاثة جنود إسرائيليين - مقتل فتاة فلسطينية من مدينة نابلس متأثرة بجراحها التي أصيبت بها قبل أيام على يد جنود إسرائيليين                                                                                       |
| 25 ديسمبر | - حرس الرئاسة -أحد الأجهزة الأمنية التابع للسلطة الفلسطينية (حركة فتح)- يقمع المتظاهرين الفلسطينيين قرب مستوطنة بيت إيل، واعتدوا عليهم بالهراوات ومنعوهم من الوصول إلى نقاط المواجهة مع الاحتلال، واعتقلوا عددًا منهم. |
| 27 ديسمبر | - قتلت الشرطة الإسرائيلية شابًا فلسطينيًا قرب البلدة القديمة في القدس بحجة محاولته طعن شرطي. - قتل الإسرائيليون رجلًا فلسطينيًا عند حاجز حوارة جنوب نابلس بحجة محاولته دعس الجنود. |

### يناير (كانون الثاني) 2016
| اليوم                   | الأحداث |
| ----------------------- | --- |
| 1 يناير                 | - مقتل إسرائيليين إثنين وأُصيب 8 آخرين بإطلاق نار في شارع ديزنكوف وسط تل أبيب. |
| 8 يناير                 | - مقتل نشأت ملحم منفذ عملية شارع ديزنكوف التي حدثت في 1 يناير بعد أكثر من أسبوع على مطاردته. |
| 13 يناير                | - شهيد فلسطيني و64 مصابًا في مواجهات وإصابة 3 إسرائيليين وعملية طعن واحدة. وأحصي 24 نقطة مواجهة، كان لمدينة القدس 3 منها، ولضواحيها 2، وفي الخليل 2، ورام الله 5، وبيت لحم 6، وفي كل من طولكرم وسلفيت وطوباس وجنين وقلقيلية وفلسطين المحتلة عام 1948 مواجهة واحدة. |
| 14 يناير                | - استشهد شاب فلسطيني في عملية طعن على حاجز الـ «17» في جبل عيبال بنابلس، وأصيب ضابط صهيوني، فيما استشهد الشاب المنفذ بعد إصابته بعدة رصاصات أطلقها جنود الاحتلال تجاهه. - استشهد فلسطيني بعد أن أطلقت قوات الاحتلال الإسرائيلي الرصاص عليه عند حاجز في بيت عينون قرب مدينة الخليل بالضفة الغربية، بزعم محاولته طعن أحد الجنود على الحاجز. - الاحتلال يهدم منشآت زراعية لفلسطينيين وآبار مياه في مناطق الأغوار الشمالية شمال الضفة الغربية وأخطرت أخرى بالهدم، كما طلبت من مواطنين الرحيل عن منازل بحجة التدريبات العسكرية. |
| 15 يناير - الجمعة الـ16 | - إصابات ومواجهات في الضفة وغزة أدت لشهيدان و140 إصابة، في بلعين ونعلين وبيت لحم وقلقيلية وونابلس بالخليل عقب تشييع الشهداء. - الأجهزة الأمنية بالسلطة الفلسطينية تعتقل وتمدد اعتقال 4 من أنصار حركة حماس. - مداهمات ونصب حواجز في جنين وقلقيلية، والاحتلال يعتقل 5 مواطنين بالضفة والقدس |
| 17 يناير                | - مقتل مستوطنة طعنًا وانسحاب المنفذ في مستوطنة عتنائيل جنوب الخليل جنوب الضفة الغربية، وطالبت قوات الأمن الإسرائيلي مستوطني عتنائيل بالبقاء في المنازل وعدم مغادرتها، فيما شرعت قوات الاحتلال بمساندة مروحية في البحث عن المنفذ. - الاحتلال يعتقل فتاة فلسطينية قرب الحرم الإبراهيمي بالخليل بزعم محاولتها تنفيذ عملية طعن. - استشهد الشاب وسام مروان قصراوي (21 عامًا) من قرية المسلية قضاء جنين لدى محاولته طعن جنود على حاجز حوارة جنوب نابلس. - أصيب 3 مواطنين بالرصاص المطاطي، وعدد آخر بالاختناق بالغاز المسيل للدموع في المواجهات التي اندلعت بين الشبان المنتفضين وجنود الاحتلال، فيما تم إصابة مستوطنة رشقا بالحجارة قرب صندلة شمال فلسطين المحتلة، وتم إلقاء زجاجات حارقة في كل من راس العامود، وبيت فوريك، ومخيم العروب. - وأحصي 17 مواجهة، 4 منها في القدس، و2 في ضواحيها، و3 في الخليل، و2 في رام الله، و2 في بيت لحم، و3 في نابلس، ومواجهة وحيدة في فلسطين المحتلة عام 1948. |
| 18 يناير                | - شهدت يوم الاثنين، 3 عمليات طعن وإصابة إسرائيليَين اثنين، فيما أصيب فلسطيني واحد بالرصاص الحي و6 بالرصاص المطاطي وعشرات آخرين بالغاز المسيل للدموع. وأحصي 15 مواجهة في كل من: بيت صفافا وحي شعفاط والعيسوية والعيزرية وحاجز قلنديا من القدس، وحلحول وبيت عوا وبيت أمر من الخليل، ومخيم الجلزون من رام الله، ومستوطنة تقوع وجبل هندازة والعبيدية والخضر من بيت لحم، وبيت فوريك من نابلس، وجينصافوط وجيوس من قلقيلية. |
| 20 يناير                | - إصابة فلسطينيين اثنين بالرصاص الحي، فيما أصيب آخرون بحالات اختناق نتيجة الغاز المسيل للدموع في 20 نقطة مواجهة مع الاحتلال الإسرائيلي بمناطق مختلفة من الضفة المحتلة. - اعتقلت قوات الاحتلال الإسرائيلي شاباً فلسطينياً على مفرق بيت عينون بدعوى حيازته لسكين ونيته تنفيذ عملية طعن - ألقى شبان منتفضون في مخيم العروب وبيت أمر والخضر زجاجات حارقة تجاه قوات الاحتلال. |
| 21 يناير                | - جرح في الضفة الغربية وخلال المواجهات بين الفلسطينيين وجنود الاحتلال 26 مواطنًا، 3 منهم بالرصاص الحي، و3 بالرصاص المطاطي، و20 إصابة بالاختناق بالغاز المسيل للدموع خلال المواجهات مع جنود الاحتلال والتي أحصي منها 29 نقطة تماس. - وأصيب في صفوف الاحتلال 12 إسرائيليًا، بينهم شرطي أصيب بزجاجة حارقة قرب مستوطنة معاليه أدوميم، وجنديان خلال المواجهات في كل من بيت دجن ومخيم الدهيشة، إضافة إلى 7 مستوطنين بالحجارة خلال المواجهات في محيط المسجد الإبراهيمي بالخليل، ومستوطنين اثنين بالحجارة عند مدخل مستوطنة بيت إيل في رام الله، وقرب جبل المكبر في القدس. - الاحتلال يعتقل شابا بالخليل في منطقة "بيت عينون" بزعم محاولته تنفيذ عملية طعن. - هدمت قوات الاحتلال 4 منازل لفلسطينيين شرقي القدس لتوسيع الاستيطان لربط مستوطنات القدس الشرقية بمستوطنة "معاليه أدوميم" المقامة على أراضي بلدة ابوديس في القدس.                                                                        |
| 22 يناير - الجمعة الـ17 | - فتحت قوات الاحتلال الإسرائيلية، صباح الجمعة 22 يناير 2016، نيران أسلحتها الرشاشة تجاه الصيادين الفلسطينيين في عرض بحر قطاع غزة، والمزارعين على الحدود الشرقية. |
| 26 يناير                | - أصيب جنديان صهيونيان بجراح خطرة، مساء يوم الثلاثاء، في عملية دهس قرب مستوطنة بيت حورون غرب رام الله. وأفادت مصادر إعلامية صهيونية بأن سائق السيارة منفذ العملية انسحب من المكان، فيما قامت قوات الجيش الصهيوني بمطاردته. |

### فبراير (شباط) 2016
| اليوم     | الأحداث |
| --------- | --- |
| 5 فبراير  | - الأجهزة الأمنية التابعة للسلطة الفلسطينية اعتقلت في الضفة الغربية 3 مواطنين من عناصر حركة حماس بالضفة. - الاحتلال يعدم طفلا فلسطينيا ويعتقل آخر ويصيب ثالثا قرب بلدة حلحول شمال الخليل. - أصيب عشرات المواطنين بالرصاص الحي وحالات الاختناق خلال مواجهات مع قوات الاحتلال الإسرائيلي، بعد ظهر اليوم، في مناطق متفرقة من الضفة الغربية وقطاع غزة.               |
| 8 فبراير  | - أعلن المعتقلان السياسيان (أحمد خدرج) و(مهدي عكاس) من مدينة قلقيلية إضرابهما عن الطعام في سجن الجنيد بنابلس التابع لأجهزة سلطة فتح، وذلك احتجاجا على نقص في احتياجاتهم الأساسية وعدم تحقيق مطالبهم الإنسانية بزيارة ذويهم والتواصل معهم وتعرضهما للتعذيب والإهانة بسبب قيامهما بعملية الطعن في بلدة النبي إلياس، حيث أدت العملية إلى إصابة مستوطن بجراح متوسطة. |
| 10 فبراير | - استشهد الفتى عمر يوسف ماضي (15 عامًا) برصاص مستوطن إسرائيلي قرب مدخل مخيم العروب شمال محافظة الخليل بالضفة الغربية المحتلة. |

### أبريل (نيسان) 2016
| اليوم    | الأحداث |
| -------- | --- |
| 27 أبريل | - إطلاق النار على الشابّة مرام أبو إسماعيل (24 عامًا) وأخاها الفتى إبراهيم (16 عامًا) من مسافة ليلقيا مصرعهما على حاجز قلنديا، ومنع سيارات الإسعاف من الوصول إليهما، تدّعي الرواية الإسرائيلية أنهما كانا يحملان سكاكين. |

### يونيو (حزيران) 2016
| اليوم   | الأحداث                                                                                  |
| ------- | ---------------------------------------------------------------------------------------- |
| 4 يونيو | - إصابة قائد حاجز إسرائيلي قرب القدس بجراح خطيرة برصاص زميله، وخلفية الحادث لم تعرف بعد. |

### يوليو (تموز) 2016
| اليوم    | الأحداث |
| -------- | --- |
| 27 يوليو | - مقتل محمد جبارة الفقيه (29 عامًا)، بعدما فجّرت القوّات الإسرائيلية منزلًا كان يتحصّن فيه في بلدة صوريف، سبقه اشتباك مسلّح وقصف للمنزل حيث قاتل القوّات الإسرائيلية لسبع ساعات متواصلة. |

### أغسطس (آب) 2016
| اليوم   | الأحداث                                                            |
| ------- | ------------------------------------------------------------------ |
| 1 أغسطس | - القوات الإسرائيلية تشن حملة اعتقالات واسعة في مدن الضفة الغربية. |

### سبتمبر (أيلول) 2016
| اليوم     | الأحداث |
| --------- | --- |
| 17 سبتمبر | - القوات الإسرائيلية تقتل 4 فلسطينيين بالخليل والقدس بدعوى محاولتهم تنفيذ عمليات طعن ودهس.                                                                                |
| 18 سبتمبر | - إصابة ضابط إسرائيلي كبير في عملية طعن ببيت لحم وإصابة المنفذ. |
| 19 سبتمبر | - إصابة عنصران من الشرطة الإسرائيلية في عملية طعن بالقدس المحتلة وإصابة المنفذ. - استشهاد فلسطيني واصابة آخر بدعوى محاولتهم تنفيذ عملية طعن قرب الحرم الإبراهيمي بالخليل. |
| 20 سبتمبر | - القوات الإسرائيلية تقتل فتىً فلسطينياً على مدخل بلدة بني نعيم شرق الخليل بدعوى محاولته تنفيذ عملية طعن.                                                                   |
| 21 سبتمبر | - القوات الإسرائيلية تطلق النار على فتاة فلسطينية وتصيبها بجرروح بزعم محاولتها تفقيذ عملية طعن قرب قلقيلية.                                                               |
| 22 سبتمبر | - الجيش الإسرائيلي يشن حملة اعتقالات واسعة في محافظات الضفة الغربية استهدفت شباناً ونشطاء من حماس.                                                                         |

### أكتوبر (تشرين الأول) 2016
| اليوم     | الأحداث                                                                         |
| --------- | ------------------------------------------------------------------------------- |
| 9 أكتوبر  | - مصرع إسرائيليين اثنين أحدهما من الشرطة الخاصة وإصابة 6 آخرين واستشهاد المنفذ. |
| 15 أكتوبر | - إصابة شرطي إسرائيلي بعملية طعن في القدس المحتلة وفرار المنفذ.                 |

### سبتمبر (أيلول) 2017
| اليوم     | الأحداث |
| --------- | --- |
| 27 سبتمبر | - مصرع 3 من عناصر الشرطة الإسرائيلية وإصابة 4 بجراح خطيرة في عملية إطلاق نار وطعن بمستوطنة هار أدار في القدس المحتلة. |

### أكتوبر (تشرين أول) 2017
| اليوم             | الأحداث |
| ----------------- | --- |
| أحداث الشهر مجمّعة | - استشهاد فلسطيني بعد إطلاق جيش الاحتلال الإسرائيلي عليه قرب بلدة النبي صالح شمال رام الله. - استشهاد 12 مقاومًا فلسطينيًا بقصف إسرائيلي لنفق شرقي خانيونس جنوب قطاع غزة. - إصابة 78 فلسطينيًا في الضفة الغربية وقطاع غزة. - مقتل إسرائيلي بعملية طعن في القدس. - إصابة 15 إسرائيليًا بهجمات متفرقة في الضفة الغربية. - نفذ الفلسطينيّون في الضفة الغربية 14 عملية (طعن، وإطلاق نار، وإلقاء عبوات ناسفة بدائية الصنع). - اعتقلت قوات الاحتلال الإسرائيلي 500 فلسطينيًا خلال شهر أكتوبر. |

## السلطة الفلسطينية تعتقل منفذي عمليات الطعن
أعلن المعتقلان السياسيان (أحمد محمد خدرج) و(مهدي إياد عكاس) من مدينة قلقيلية، إضرابهما عن الطعام في سجن الجنيد بنابلس التابع للأجهزة الأمنية في سلطة فتح، وذلك احتجاجا على نقص في احتياجاتهم الأساسية وعدم تحقيق مطالبهم الإنسانية بزيارة ذويهم والتواصل معهم. وقد اعتقلا على يد جهاز الأمن الوقائي بتاريخ 8 نوفمبر 2015 إثر تنفيذهما عملية طعن في بلدة النبي إلياس شرق مدينة قلقيلية، حيث أدت العملية إلى إصابة مستوطن بجراح متوسطة. وقد تعرض أحمد ومهدي للتعذيب والإهانة بسبب قيامهما بعملية الطعن، وتحديدًا المعتقل أحمد خدرج، حيث مُنع منذ بداية اعتقاله من الاتصال بعائلته وتم عزله انفراديا عن بقية المعتقلين.

## ردود الفعل

### الفلسطينية
في 9 أكتوبر، قال إسماعيل هنية نائب رئيس المكتب السياسي لحركة المقاومة الإسلامية (حماس) إن ما يجري ليس هبة جماهيرية أو مواجهة مؤقتة، بل هو «انتفاضة حقيقية تحتاج إلى توفير كافة وسائل الدعم والإسناد لحمايتها.» وفي بيان مكتوب، اتهم الناطق باسم الحركة سامي أبو زهري الأمم المتحدة بالتستر على ما أسماه «جرائم الإعدام الميدانية التي يرتكبها الاحتلال الإسرائيلي».
في 14 أكتوبر، أصدرت حركة حماس بيانًا دعت فيه إلى إشعال المواجهات في جميع نقاط التماس مع إسرائيل. وفي 13 نوفمبر، طالب خالد مشعل بتشكيل «قيادة ميدانية موحدة لانتفاضة القدس».

#### المستوى الشعبي
أطلق فلسطينيون مبادرة تحت اسم «لنغني موطني معًا» لغناء نشيد موطني في 7 نوفمبر، وشملت الفعالية داخل فلسطين وخارجها. وتبادل الفلسطينيون عبر مواقع التواصل الاجتماعي نصائح للقائمين بالانتفاضة حول التعامل مع المستعربين والعملاء وتفادي تعقب قوات الاحتلال، وذلك تحت وسم #احمي_ظهرك. أظهر استطلاع أجراه المركز الفلسطيني للبحوث السياسية والبحثية، شمل 1270 شخصًا، تأييدًا بنسبة 67% ممن شملهم الاستفتاء لعمليات الطعن.

### الإسرائيلية
خلال افتتاح الدورة الشتوية للكنيست، قال رئيس الوزراء بنيامين نتانياهو:
في 11 أكتوبر، استدعت إسرائيل 13 كتيبة لقوات احتياط حرس الحدود بعد أن كانت قد خصصت ثلاث أخرى الأسبوع الماضي.
في 12 أكتوبر، صادق الكنيست على مشروع قانون يفرض غرامات مالية على أولياء أمور الذين يلقون حجارة أو زجاجات حارقة. كما أقر في قراءة أولى نص القانون المقدم من حكومة نتنياهو والذي يفرض عقوبة ثلاث سنوات حدًا أدنًى على ملقي الحجارة والزجاجات الحارقة.
ذكرت إذاعة الجيش الإسرائيلي أن جهاز الأمن العام الشاباك وشعبة المخابرات العسكرية أمان ستتعاونان لرصد صفحات التواصل الاجتماعي وما ينشره الفلسطينيون فيها لرصد المحرضين والحصول على دلائل تمكن من تقديم لوائح اتهام ضدهم. وقررت الحكومة الإسرائيلية في 13 أكتوبر الموافقة على اقتراح قدمه وزير الأمن الداخلي جلعاد أردان بعدم إعادة جثث منفذي العمليات الفلسطينيين إلى ذويهم بحجة «منع التحريض»؛ إذ قالت المتحدثة باسم الشرطة الإسرائيلية «إن عائلة الإرهابي تجعل من جنازته تظاهرة لدعم الإرهاب والتحريض على القتل».
في 15 أكتوبر، سلم الجيش الإسرائيلي قرارات هدم منازل سبع من منفذي الهجمات الفلسطينيين وكذلك تقرر الاستيلاء على الأراضي المقامة عليها هذه المنازل.
في 3 نوفمبر، أقر الكنيست قانونًا يعاقب راشقي الحجارة 3 سنوات على الأقل، وكذلك يمنع المخصصات الاجتماعية التي يحصل عليها أهالي القاصرين المدانين «بجرائم أمنية، وإلقاء الحجارة لأسباب قومية أو في إطار أنشطة إرهابية».
في 21 نوفمبر، داهمت قوات إسرائيلية مقر إذاعة الخليل الفلسطينية واستولت على معداتها وسلمتها إخطارًا بإغلاقها لمدة 6 أشهر بتهمة التحريض على إسرائيل. وقامت القوات الإسرائيلية بتنفيذ حملة اعتقالات واسعة في الخليل وبلدات دورا ودير سامت وبيت عوا.
أعلن رئيس الوزراء بنيامين نتياهو في 22 نوفمبر أنه وجه أوامره للأجهزة الأمنية بتكثيف عملياتها في الخليل بحجة أنها مصدر أغلب «العمليات التخريبية» أو جميعها.

#### على المستوى الشعبي
في عدد الجمعة 9 أكتوبر، ذكرت صحيفة إسرائيل هيوم أن الشرطة تلقت 25 ألف اتصال على بدالات الطوارئ خوفًا من عمليات الفلسطينيين، من بينها 5,500 اتصال بعد عملية الطعن التي جرت قرب وزارة الجيش في تل أبيب، و6,000 بعد عملية طعن في القدس، و7,000 من لواء الوسط.
وقد ظهر على القنوات الإسرائيلية خبراء الدفاع عن النفس بهدف تعليم المشاهدين بعض الحركات. وأصدرت منظمة نجمة داود الحمراء مقطع فيديو ليطلع المشاهدين عن كيفية الدفاع عن أنفسهم ضد الطعن ويحذرهم من إخراج السكين من جسد المطعون. ذكرت القناة الثانية الإسرائيلية أيضًا أن الإسرائيليين يتهافتون على شراء الأسلحة، وغالبية ما يشترون هو أسلحة الغازات المخدرة.
قررت 4 بلدات إسرائيلية عدم السماح لعمال النظافة بالعمل في مدارسها بصفة مؤقتة، في تل أبيب ورحوفوت وهود هشارون تفادت البلديات إلى الإشارة الصريحة إلى منع العرب بخاصة، أما بلدية موديعين مكابيم ريعوت فأشارت إلى منع أفراد الأقلية، وهي إشارة إلى العرب. وعرضت بلدية كرمئيل ملابس مخفضة السعر تقي من طعنات السكاكين والرصاص عيار 9 مم.

### عربيًا
عقد اجتماع طارئ للمندوبين الدائمين في جامعة الدول العربية في 13 أكتوبر بعد طلب من فلسطين «لبحث التصعيد الإسرائيلي في الأراضي الفلسطينية والاعتداءات على المسجد الأقصى بخاصة». وقرر المجتمعون دعوة الأمم المتحدة لتوفير نظام حماية دولية للشعب الفلسطيني من إرهاب المستعمرين الإسرائيليين والاعتداءات الإسرائيلية. وعقد وزراء خارجية دول الجامعة العربية اجتماعًا طارئًا في 9 نوفمبر، صدر عنه قرار تحت اسم «توفير الحماية الدولية في أرض دول فلسطين» جاء فيه الدعوة إلى إجراء المشاورات مع الأمين العام للأمم المتحدة لإعداد نظام حماية دولية خاص في فلسطين بناءً على الدراسات السابقة للجمعية المتحدة بهذا الشأن وأكد القرار على العمل العربي المشترك والثنائي من أجل طرح موضوع الحماية الدولية في دورة استثنائية طارئة للجمعية العامة للأمم المتحدة طبقًا لقرار الاتحاد من أجل السلام.
- تونس: عبّرت تونس في بيان رسمي بتاريخ 16 أكتوبر من وزارة الخارجية أنها تدين وبشدة التصعيد العسكري الإسرائيلي في حق الشعب الفلسطيني، وقالت أنه يمثل تعديا صارخا على أبسط حقوق الفلسطينيين. ودعت كذلك لوضع حد للاعتداءات على المسجد الأقصى. وأكدت من جهة أخرى على دعمها الثابت لحقوق الشعب الفلسطيني والوقوف بجانبه، ودعت دول العالم للضغط على إسرائيل لكف عدوانها عن الشعب الفلسطيني والمقدسات الإسلامية والمسيحية في القدس الشريف.[158]

### دوليًا
- السويد: طالبت وزيرة الخارجية مارغو فالستورم في إطار حديثها أمام البرلمان السويدي حول إدانة عمليات الطعن الفلسطينية بأن الأمر لا يجوز أن يتطور لإعدامات دون محاكمة[159] وطالبت بإجراء تحقيق معمق عمليات القتل التي تقوم بها إسرائيل ضد الفلسطينيين. وعلى أثر ذلك، أعلنت الخارجية الإسرائيلية أن الوزيرة غير مرحب بها في إسرائيل.[160]
- ألمانيا: في 12 أكتوبر، أكدت المستشارة أنغيلا ميركل على «حق إسرائيل في حماية شعبها من الإرهاب» و«حاجة الشباب الفلسطيني إلى آفاق.. للتخلي عن العنف».[161]
- الولايات المتحدة: في 9 أكتوبر، صرح المتحدث باسم وزارة الخارجية جون كيربي في إيجاز صحفي: «نحن نعتبر أعمال الطعن والهجمات من قبل الفلسطينيين أعمالًا إرهابية، فالطعن وإطلاق النار إرهاب».[162] وقد صرح كيربي أيضًا أن تغيير الوضع القائم في القدس هو سبب تصعيد العنف، مضيفًا أن عملية إطلاق النار التي نفذها إسرائيلي بحق أربعة من العرب في ديمونة هي أيضًا عمل إرهابي.[163] وهو تصريح وصفه وزير الأمن الداخلي الإسرائيلي بالمنافق وطالب بالتراجع عنه.[164] وفي لقاء جمع الرئيس باراك أوباما بنتنياهو في البيت الأبيض في 9 نوفمبر، أدان الرئيس الأمريكي «العنف الفلسطيني ضد المواطنين الإسرائيليين» وقال أيضًا «وأعيد تكرار قناعتي بأن إسرائيل ليس لها فقط حق الدفاع عن نفسها وإنما واجب حماية مواطنيها».[165]
- روسيا: في 14 أكتوبر، قالت ماريا زاخاروفا، المتحدثة باسم وزارة الخارجية، «نجدد دعوتنا للإسرائيليين والفلسطينيين لوقف العنف ومنع التصعيد».[166] في اجتماع مجلس الأمن الطارئ يوم 16 أكتوبر، حمل مندوب روسيا الدائم فيتالي تشوركين إسرائيل مسؤولية التصعيد ودعا الأمانة العامة للأمم المتحدة إلى تقديم مقترحات على أساس طلب الرئيس الفلسطيني توفير حماية دولية لبلاده.[167]
- فرنسا: قدمت فرنسا مشروع قرار في مجلس الأمن يدعو إلى نشر مراقبين دوليين في القدس،[168] وعلى أثر ذلك استدعت الخارجية الإسرائيلية السفير الفرنسي في إسرائيل يوم 19 أكتوبر.[169]
- تركيا: أصدرت الخارجية التركية بيانًا في 13 أكتوبر يُرجع توتر الأوضاع إلى «دخول القوات الإسرائيلية الحرم القدسي واشتباكها مع مجموعات إسلامية هناك». وأدان البيان «استخدام إسرائيل للقوة المفرطة في الأحداث التي وقعت جراء إصرار إسرائيل على مواصلة ممارساتها المناقضة للوضع الراهن».[170]
- المرصد الأورومتوسطي لحقوق الإنسان اصدر المرصد تقريرًا عن الانتهاكات الصهيونية المتصاعدة بحق المسجد الأقصى المبارك والتي تصاعدت في عام 2015. حمل التقرير عنوان «نار تحت الرماد.. استفزاز المشاعر الدينية للمسلمين في الحرم القدسي الشريف» من خلال التقرير وثق المرصد الانتهاكات الاستفزازية التي يرتكبها المستوطنون في الاماكن القريبة من المصلين المسلمين.[171] وطالب بضرورة أن تقوم اليونسكو والمجتمع الدولي بالضغط على دولة الاحتلال للالتزام بالقانون الدولي واتفاقيات جنيف، والتي تدعو سلطات الاحتلال إلى احترام سلامة الممتلكات المحتلة.[172]
- ذكر المرصد الأورومتوسطي أن عدد القتلى الفلسطينيين على الحواجز الإسرائيلية 209 قتيلاً داخل وخارج مدن الضفة والقدس اعتباراً من أكتوبر 2015.

وقد أعرب الأورومتوسطي على أن عمليات القتل التي تمارسها قوات الاحتلال بحق الفلسطينيين تعتبر انتهاك واضح للقانون الدولي الإنساني تحديداً للمادة 27 من اتفاقية جنيف الرابعة حيث أنها نصت على واجب دولة الاحتلال في حماية المدنيين ضد أعمال العنف.
في الخامس من يناير 2017، أصدر المرصد الأورومتوسطي لحقوق الإنسان تقريرًا شاملًا عن عدم امتلاك المحاكم الإسرائيلية النزاهة والأهلية الكافية للتقاضي أمامها في عمليات قتل الجنود للشبان الفلسطينيين. وذكر التقرير أن المحكمة العسكرية الإسرائيلية أدانت الجندي الإسرائيلي «أليئور عزاريا»  بتهمة القتل غير العمد للشاب الفلسطيني «عبد الفتاح الشريف» في حين أن اللقطات المصورة التي جمعت من قبل فريق المرصد أثبتت أن عملية القتل وقعت بشكل متعمد. ووثق المرصد أن حادثة الاعتداء على الشاب كان يوم الخميس 24 آذار/ مارس 2016 على حاجز في منطقة «تل الرميدة» وسط مدينة الخليل، حيث أطلق جنود الاحتلال الإسرائيلي عليه وعلى الشاب «رمزي القصراوي» بدعوى مشاركتهما في عملية طعن جندي إسرائيلي. وأوضح التقرير أنه في الوقت الذي كان فيه جنود الاحتلال الإسرائيلي يطلقون النار على الشابين، كانت نجمة داود الحمراء تقدم العناية الطبية العاجلة لجريح إسرائيلي أصيب بجروح طفيف جراء اعتداء شابان عليه التي تمثل انحيازاً من السلطات القضائية الإسرائيلية لروايات جنودها بغض النظر عن الوقائع والحقائق وروايات أهالي الضحايا.

## جهود التهدئة
سعى وزير الخارجية الأمريكي جون كيري إلى التهدئة بين الفلسطينيين والإسرائيليين، فاجتمع ببنيامين نتنياهو وأعلن بعد اجتماعه بالرئيس الفلسطيني محمود عباس أن إسرائيل توافق على مراقبة بالكاميرات على مدار الساعة في المسجد الأقصى وتلتزم بحق الصلاة للمسلمين والزيارة فقط لغير المسلمين.